# Godohou
Godohou  ist ein Arrondissement im Département Atakora in Benin. Es ist eine Verwaltungseinheit, die der Gerichtsbarkeit der Kommune Aplahoué untersteht. Gemäß der Volkszählung von 2013 hatte Godohou 18.667 Einwohner, davon waren 8.656 männlich und 10.011 weiblich.